# Ковальчик, Ян
Ян Кова́льчик (пол. Jan Kowalczyk, 18 декабря 1941, Дрогомышль, Цешинский повет — 24 февраля 2020, Варшава) — польский конник, олимпийский чемпион и серебряный призёр Игр 1980 года в конкуре. Старший хорунжий штабовый Вооружённых сил Польши (офицер запаса). Единственный в истории Польши олимпийский чемпион по конному спорту.

## Карьера
Двенадцатикратный чемпион Польши в 1965—1979 годах в конкуре и троеборье. На Олимпийских играх 1968 и 1972 года Ковальчик в командном конкуре становился 11-м и 12-м. В 1980 году, выступая на лошади Артемор, он завоевал золотую и серебряную медали в личном и командном конкуре.
Кавалер Ордена Возрождения Польши, Золотого и Серебряного Креста Заслуг. Заслуженный мастер спорта Польши.